# Anthene dulcis
Anthene dulcis är en fjärilsart som beskrevs av Arnold Pagenstecher 1902. Anthene dulcis ingår i släktet Anthene och familjen juvelvingar. Inga underarter finns listade i Catalogue of Life.